# Палата Калодерма
Палата Калодерма се налази у строгом центру Лесковца, у делу познатом  као Широка чаршија.

## Име
Палата је добила име по козметичком средству за неговање коже које се израђивало од желатина, меда, глицерина, воде и парфема.

## Историја
Подигнута је у периоду 1926–1927. године, као управна и производна зграда фабрике сапуна, парфимерије и козметике Калодерма. Саградили су је браћа Влајчић (Тодор, Петар и Милан), синови оснивача фабрике Јована Влајчића. Архитекта овог објекта није познат. Након Другог светског рата овде се налазила фабрика "Невена", затим читаоница па продавница. Од 1981. године постаје Дом културе младих "Жика Илић Жути", потом Дом културе Лесковац, а од 2002. године овде се налази Лесковачки културни центар.

## Архитектура
По својим архитектонским одликама, припада смеру академског еклектицизма. Главни мотив ове композиције представљају сферичне пирамиде на врху еркере. На прочељу ове вишефункционалне палате истиче се монументално фасадно платно, рашчлањени различитим архитектонским мотивима. Осим по монументалности и доминантном месту у амбијенту центра Лесковца, објекат у естетском погледу не превазилази локални значај.